# Rejería de la catedral de Toledo

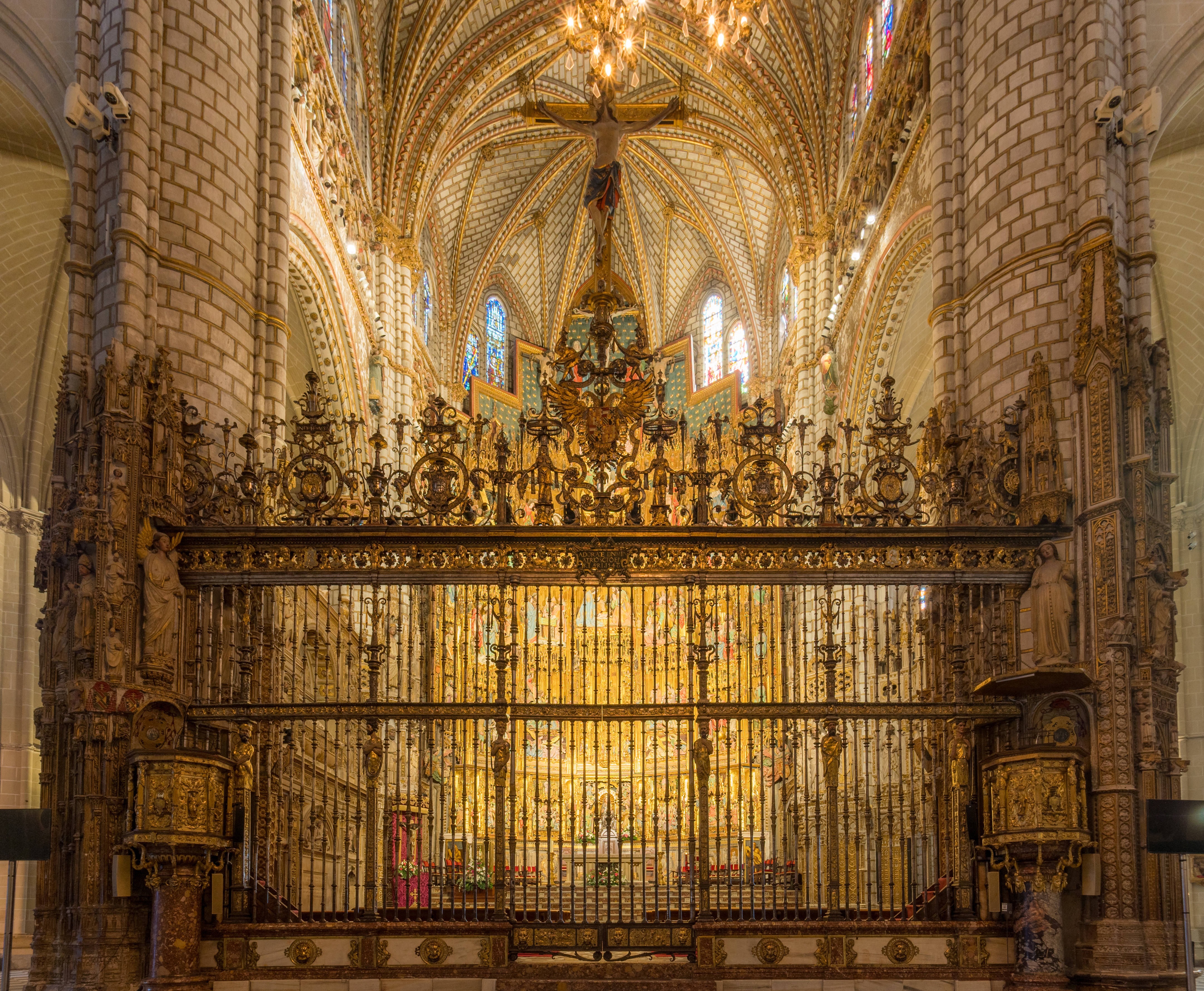
Reja de la capilla mayor

La rejería de la catedral de Toledo es profusa y variada. Su estilo abarca desde las rejas más primitivas y cercanas al estilo románico hasta las modernas fabricadas en el siglo XX pasando por los estilos del gótico, plateresco, renacimiento, barroco, neoclásico y otra vez gótico —realizado en el siglo XX por el rejero Julio Pascual que adoptó las técnicas antiguas del gótico y el renacimiento—. Entre las rejas primitivas están la de la Capilla del Cristo de la Columna a la que se considera como la más antigua, la de la Capilla de Santiago y la de la Capilla de San Juan Bautista. En la segunda mitad del siglo XV aparece el trabajo del rejero conocido como maestro Pablo, con taller en Toledo y cuyo trabajo en la catedral llegó a ser tan considerado que obtuvo el título de Maestro Rejero Mayor de la Iglesia Catedral. Es el autor de las rejas de la puerta del Reloj y de las capillas de doña Teresa de Haro y de san Ildefonso.

## Maestros rejeros del renacimiento

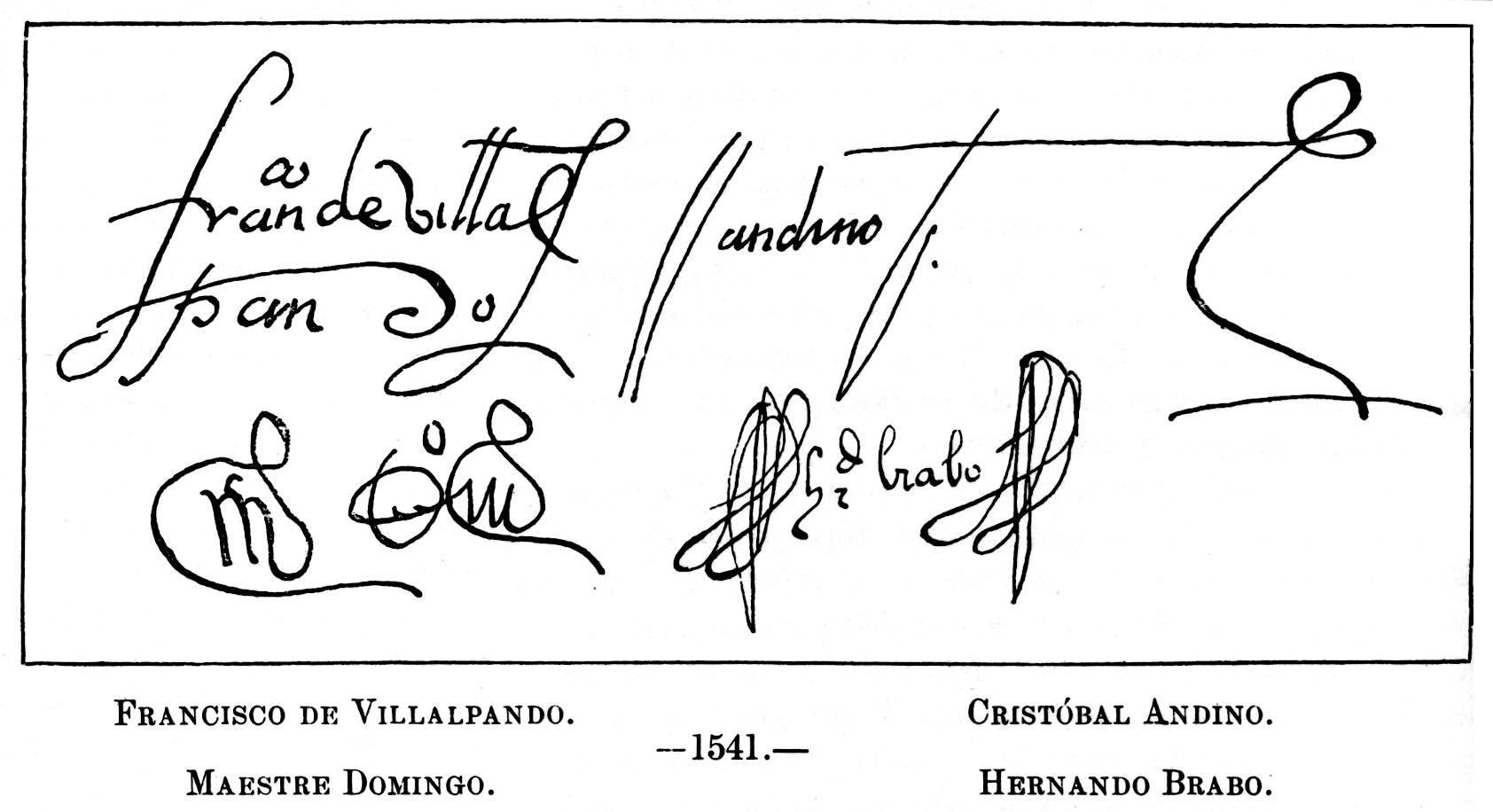
Firmas de los rejeros solicitados

En junio de 1540 se reunió el Cabildo de la catedral con el cardenal Tavera al frente, poniéndose de acuerdo en llamar a los artistas rejeros Domingo, Francisco de Villalpando (que trabajaba en Valladolid), y Cristóbal de Andino que tenía su taller y su trabajo en Burgos. Se les pidió presentar las trazas para la realización de las rejas de la capilla mayor y del coro. Los diputados de la catedral querían "modernizar" el templo con las nuevas tendencias renacentistas y cambiar por tanto las rejas góticas ya existentes, de la misma manera que fueron cambiados los sitiales del coro alto. El rejero Domingo no era otro que Domingo de Céspedes, vecino de Toledo, conocido en el ámbito como el maese o maestro Domingo, nombre con el que firmaba todos sus trabajos. El apellido Céspedes se le aplicó después en la historiología de arte. Se les pidió entre otras cosas su opinión sobre la materia prima de las rejas; Andino prefería el metal —un compuesto de latón, cobre y estaño— mientras que Villalpando y Céspedes se inclinaban por el hierro.

## Reja de la Capilla Mayor

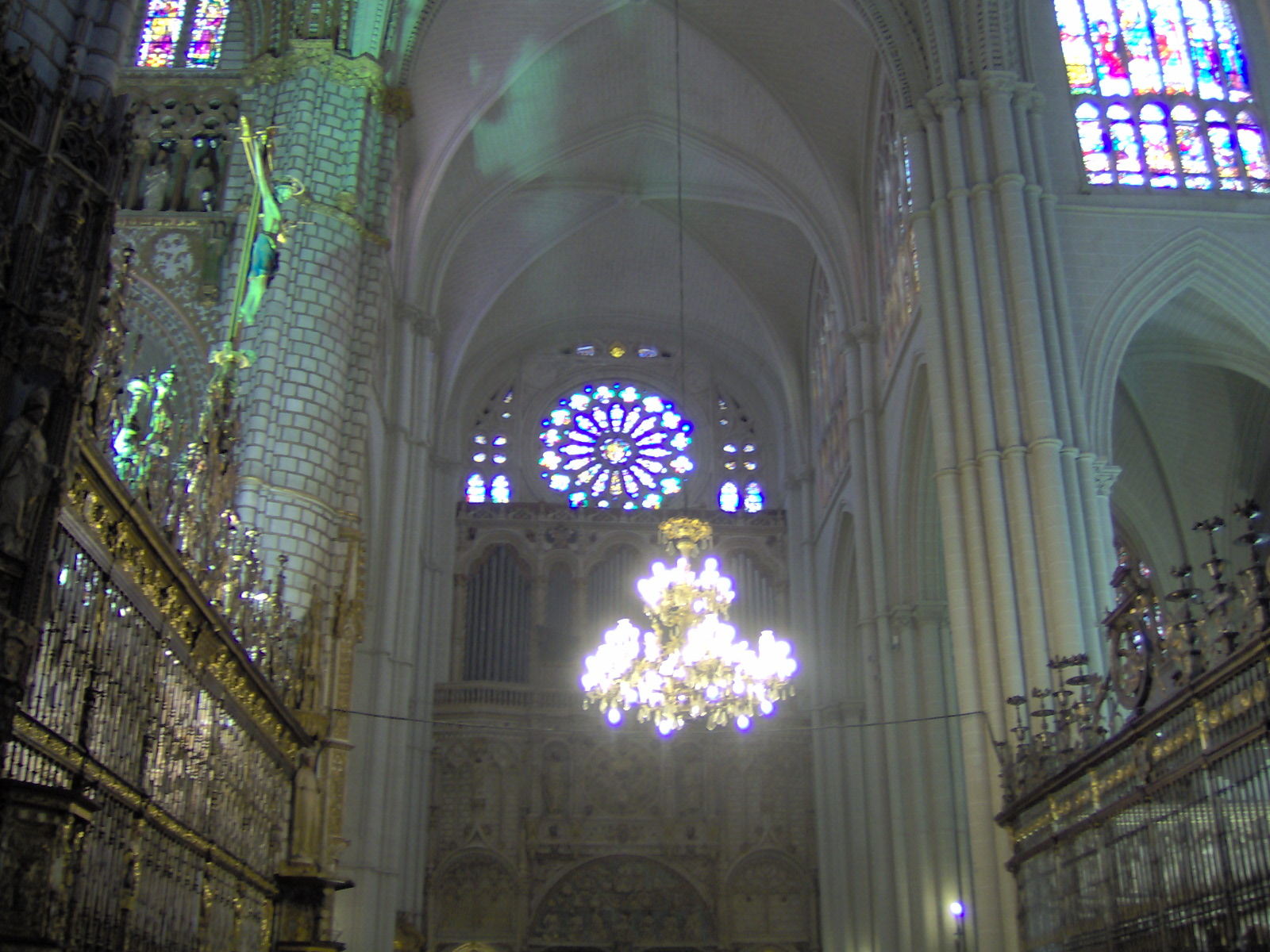
Vista del crucero con la capilla mayor a un lado y el coro al otro.

Se redactó la escritura para la obra de esta reja en Madrid; el contrato se efectuó en un principio para Villalpando y Andino, cada uno con una mitad de la reja, pero la escritura daba libertad a Andino para aceptar o no definitivamente el encargo. Las dudas estaban en el hecho de que una de las condiciones era que el trabajo se realizase en la propia ciudad de Toledo, lo que era un gran impedimento para el rejero Andino, que tenía su casa y su taller en Burgos, donde estaba realizando otros encargos. En junio de 1542 se firmó una nueva escritura para determinar el aumento en el coste total de la reja, pues al obligarles a construirla en Toledo cambiaban considerablemente las cifras, ya que el precio del hierro en esta ciudad era bastante más caro que en Valladolid e incluso en Burgos. De los 10 000 ducados de oro presupuestados por Andino, se cambió a 17 000. Finalmente Villalpando se adaptó al traslado, mientras que Andino renunció y dejó en las manos de su colega su parte correspondiente en el trabajo.

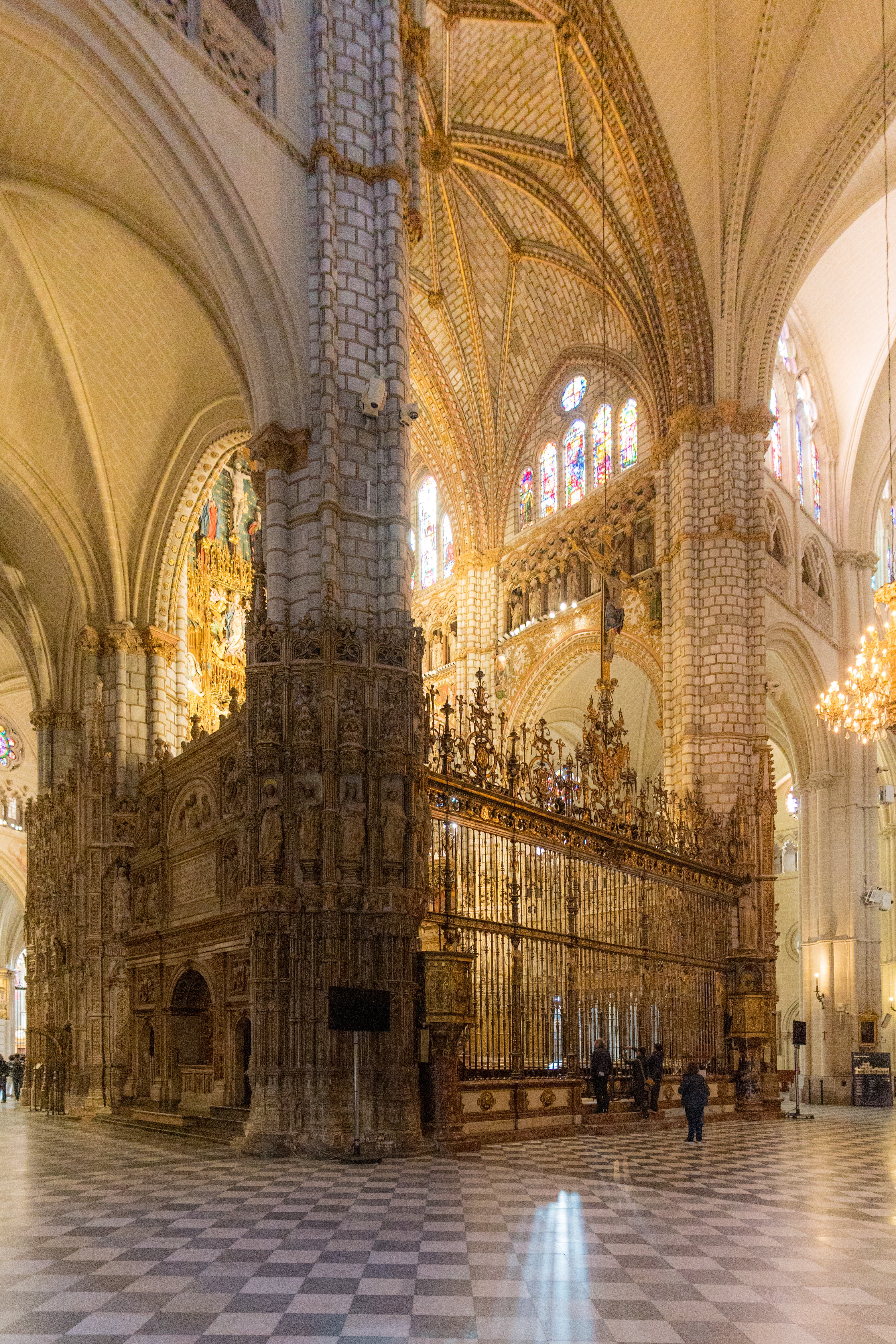
Capilla Mayor.

El Cabildo aprobó las nuevas trazas presentadas. El Cabildo tenía muy claro cómo quería ciertos aspectos de la reja:

[...] con un remate encima de los pilares de un candelabro labrado de talla y molduras de hierro macizo y en medio de éstos en el eje de la reja, un crucifijo labrado con molduras, medias figuras y grutescos [...]

La obra se comenzó en 1540 y se terminó en 1548, según consta en la misma reja. Es una obra magnífica y esplendorosa, donde los balaustres se elevan armoniosamente en forma lineal, jugando con la alternancia de los nudos de manera muy equilibrada. Además de la perfección de dichos balaustres, hay que tener en cuenta la riqueza de las formas estatuarias: telamones o atlantes, cariátides y figuras clásicas portando clámides.
La reja se eleva sobre un zócalo de jaspe y mármol, con relieves que representan historias sagradas que recuerdan a los mejores relieves florentinos. Sobre las cabezas de los atlantes discurre un friso ornamentado de bellos grutescos. A continuación, otro piso menos alto que el primero, de donde arrancan los siguientes balaustres que siguen el mismo juego de alternancia de los nudos. A modo de división de calles, van intercalados unos balaustres especiales que son verdaderos candelabros; sobre estos balaustres se extiende otro friso, calado y enriquecido con bustos, angelitos y formas florales. Por encima está la crestería, formando una filigrana de escudos, genios alados, medallones, flameros y otros adornos platerescos. En el centro se alza el escudo de Carlos I con la doble águila y sobre él el candelabro labrado que servirá de peana al crucifijo requerido por el Cabildo. A ambos lados de la reja se encuentran los dos púlpitos de bronce que fueron encargados en 1542 a Villalpando. Están asentados sobre unas bichas que se apoyan en dos gruesas columnas de pórfido. Son de forma octogonal, con muy buenos relieves labrados separados por atlantes. Están unidos a la reja formando un todo. Existe la escritura de concierto donde se dice que se conservarán las columnas de jaspe que ya existían en los púlpitos anteriores.

## Reja del coro de la catedral
Esta es una obra maestra del rejero Céspedes (o mejor dicho, del maestro Domingo, como le gustaba firmar), terminada en 1548. Tuvo como ayudante a su yerno Fernando Bravo. Sin ser de las más espectaculares, es considerada como una de las más armoniosas del Renacimiento español. Los balaustres se elevan estilizados, con un perfil muy fino y elegante silueta. No está dividida en pisos. Arriba, antes de la crestería, hay una pequeña división a manera de imposta y en ese espacio se encuentra toda una serie de medallones que van alternándose con el pequeño balaustre que los separa. En el centro de la crestería está el escudo del cardenal Silíceo, encuadrado dentro de un óvalo. A ambos lados se mantienen erguidos los candeleros, perfectamente trabajados y de armoniosas proporciones. Esta reja del coro muestra una novedosa originalidad: en el centro va colocada una columna balaustrada que da lugar a una doble entrada. En su origen, la reja estaba plateada.

## Rejas de la capilla de los Reyes Viejos
El autor de la reja de entrada a la capilla es Domingo de Céspedes, uno de los más importantes rejeros renacentistas, que dejó en la ciudad de Toledo lo mejor de su obra. Construyó esta reja en 1529. Consta de tres pisos separados por dos frisos elaborados minuciosamente, el superior con recortada bichería que representa personajes mitológicos alados y con cola de pez. El friso de abajo no es recortado pero sus grutescos están hechos con la misma maestría. El remate o copete es espectacular, con una calavera abajo en el centro (motivo muy renacentista), donde se apoya el pico del escudo del arzobispo Alonso de Fonseca y Ulloa, al que sujetan dos grandes bichas y, sobre ellas, dos angelitos o putti en actitud de orar. A ambos lados se levantan los flameros, también muy trabajados. En esta capilla hay otra reja de un solo piso —cuyos balaustres están decorados con grutescos— del mismo autor, 1558, que separa el coro.

## Reja de la capilla bautismal
Es también obra de Domingo Céspedes, del año 1524. Es un trabajo bastante original; está policromada y dorada. En uno de los cuerpos está representada la escena del bautismo de Jesús. El copete tiene un remate triangular donde está insertado el escudo de la familia Fonseca. Céspedes trabajó los barrotes de esta reja siguiendo aún la tradición gótica, pero en el copete las figuras mitológicas son ya de estilo renacentista plateresco.

## Rejas de la capilla de Reyes Nuevos
Están fechadas en 1533 y realizadas por Domingo Céspedes. La que da acceso a la capilla es de dos pisos separados por un friso. Se remata con un copete muy trabajado con roleos y candeleros, y un escudo sostenido por dos grandes bichas. La otra reja se encuentra en el centro de la capilla, dividiéndola en dos. Solo tiene un piso con balaustres platerescos que dan una gran sensación de armonía.

## Reja de la puerta de los Leones
Se ejecutó esta obra un siglo después de las grandes rejas de la capilla mayor y del coro, en un estilo completamente distinto del de aquellas, que daba paso a la solidez y utilidad más que al gusto por la ornamentación demostrado en el siglo anterior. Su autor fue Juan Álvarez de Molina, natural de Úbeda (Jaén), que realizó la reja en la ciudad de Toledo en 1647. Los documentos conservados al respecto dicen que el rejero recibió 8504 reales y 12 maravedíes, más los 27 000 que le habían sido dados con anterioridad. El documento da cuenta del coste del hierro empleado por el rejero, que ascendía a prácticamente la cantidad recibida por el trabajo.

## Reja de la capilla mozárabe
La reja que separa el coro de esta capilla con el resto de la estancia fue ejecutada por el último de los rejeros toledanos, Julio Pascual, que trabajó el hierro en la forja a la antigua usanza. En este caso empleó la técnica de las chapas superpuestas, abombadas con bola de martillo, obteniendo de esta manera volúmenes que carecen de un excesivo calado.

## Otras rejas menores
- La capilla del Sagrario tiene una reja labrada en 1559 por Céspedes.
- La capilla de la Trinidad tiene una reja  de Juan Piñas, obra de 1520. Es de una gran suntuosidad, con el friso labrado con tritones-ángeles que se muestran afrontados, y entre ellos los flameros. El remate es calado con flores y más flameros. Se hizo esta reja a expensas del canónigo Gutiérrez Díaz.
- Las dos capillas externas del trascoro tienen sendas rejas. La llamada capilla de las santas Inés, Catalina y Águeda (que fue fundada por el canónigo Lucas de las Peñas) tiene una reja de 1516, obra de Céspedes, muy delicada y armoniosa. La otra capilla, llamada del Cristo Tendido, tiene una reja muy original que se remata con el árbol de Jesé.
- En el vestíbulo de la sala capitular hay una reja labrada por Juan López en 1554. Es una labor de rico cincelado. Sobre un friso se elevan los balaustres hasta llegar a otro friso en que se puede leer una leyenda. En el centro de ese friso y sobre él está cincelada la figura de Jesús, y a ambos lados otros seis balaustres más cortos que los de abajo. Sobre ellos se apoya otro friso más ancho, labrado con dibujos de grutescos. Rematando, hay un bonito escudo entre flameros.
- La reja de la capilla de santa Ana tiene dos pisos con delgados balaustres y un friso de separación. En el cuerpo superior se ven adornos de contra curvas, y, en el copete, un círculo con un escudo y dos medallones. El conjunto es obra de Benito de la Capilla, de 1560.
- La reja de la capilla de san Gil es de 1573, obra de Benito de la Capilla, que debió trabajar en el taller de Villalpando. Utiliza cariátides como decoración.
- En la capilla de la Descensión de la Virgen, el altar de Vigarny está rodeado por una verja cuyos remates son de Céspedes. La capilla se cierra con una reja del maestro del siglo XVII Bartolomé Rodríguez, que la trabajó en 1607 y fue colaborador de Monegro en la reja del Sagrario.
- La capilla donde está enterrado Alfonso de Rojas tiene una delicada reja con balaustres de ricos nudos. El cuerpo superior tiene un frontón triangular con estípites y medallones, y figurones de grutescos a los lados.
- La capilla de la Antigua se cierra con una reja forjada en 1634. Sus balaustres están dispuestos en abanico, siguiendo las características de algunas rejas que se hicieron en Vizcaya.